# Signoria di Carrara
La Signoria di Carrara fu un feudo della odierna Toscana settentrionale, esistito dall'inizio del XIV secolo alla fine del XV secolo, comprendente gli odierni territori di Carrara, Avenza, Marina di Carrara, oltre alle regioni limitrofe facenti parte del bacino del fiume Carrione e delle circostanti cave di marmo di Carrara.

## Storia della Signoria di Carrara

### Generalità
La nascita della Signoria di Carrara può risalire all'editto del 1313 con cui l'imperatore Arrigo VII del Sacro Romano Impero spodestò definitivamente il Vescovo di Luni e assegnò il territorio del Libero Comune di Carrara alla Repubblica di Pisa.
A partire da questa data il Libero Comune di Carrara perse la sostanziale autonomia che aveva guadagnato nei precedenti decenni di lotta contro i vescovi di Luni, ed iniziò a gravitare nell'orbita di vari potentati locali della Toscana settentrionale e delle regioni limitrofe.
Per quasi tutta la durata della sua esistenza la signoria di Carrara subì numerose invasioni e passaggi di potere, fino alla definitiva assegnazione ai nobili della famiglia Malaspina nel 1473. Nel corso di questo secolo e mezzo i domini più significativi e continuati furono quelli di Lucca e della famiglia dei duchi Visconti di Milano, mentre la città di Pisa apportò contributi importanti all'economia della Signoria di Carrara.

### XIV secolo
All'epoca dell'editto del 1313 sembra che il territorio fosse nominalmente governato dal vescovo di Luni, in compartecipazione con il Comune di Lucca (come si può desumere dal "Nuovo Statuto di Lucca" redatto nel 1308). Già dal 1259 il Libero Comune di Carrara fu alleato di Lucca nella sua lunga contesa con Pisa per il controllo della Versilia e della Lunigiana. L'alleanza ebbe la forma di una sudditanza a Lucca, ma il Libero Comune di Carrara godette comunque di forti esenzioni fiscali e di una notevole autonomia politica.
L'attività estrattiva delle cave di marmo di Carrara si trovava in lenta ripresa già da alcuni decenni, dopo la quasi totale stagnazione dell'epoca medievale, soprattutto grazie alle necessità della città di Pisa, all'epoca all'apice della potenza e impegnata con la costruzione il complesso della Primaziale. All'epoca i lavoratori delle cave fedeli al vescovo di Luni erano già stati esiliati dal territorio a seguito della vittoria delle forze comunali (ghibelline) che ottennero il completo controllo delle attività estrattive.
Il passaggio dell'amministrazione di Carrara al dominio dei ghibellini pisani fornì un ulteriore impulso all'attività estrattiva, con l'apertura di nuove cave e l'aumento delle commesse. Nel 1319 è documentata anche la presenza di lavoratori e operai dell'Opera di S.Maria del Fiore - ossia del Duomo di Firenze - impegnati nell'estrazione del marmo da destinarsi a Firenze, Signa e zone limitrofe.
Nel 1316 il tiranno pisano Uguccione della Faggiola venne rovesciato da una rivolta popolare, e il comandante militare pisano Castruccio Antelminelli (detto Castruccio Castracani), che nel 1314 aveva conquistato Lucca con un attacco a sorpresa, approfittò della confusione politica per farsi eleggere Signore di Lucca.
Il comandante intraprese quindi una veloce campagna espansionistica ai danni dei territori vicini che lo portò ad assumere, tra gli altri, anche il dominio della Signoria di Carrara.
Nel 1322 Castracani ottenne ufficialmente dall'Imperatore Ludovico il Bavaro la legittimazione delle sue conquiste. Tra il 1322 e il 1328, la Signoria di Carrara venne incorporata nella Repubblica di Lucca assieme a gran parte della Lunigiana.
Castruccio morì improvvisamente di febbri malariche il 3 settembre 1328. Il figlio Enrico non fu in grado di far fronte all'amministrazione dei territori conquistati dal padre, e lo scenario politico della regione degenerò velocemente.
Lucca e il territorio ad essa soggetto vennero ben presto occupati dai mercenari dell'Imperatore Ludovico il Bavaro che, rimasti da tempo senza paga, misero territori e città in vendita al migliore offerente.
Iniziò quindi un veloce giro di compravendite della Signoria di Carrara da parte di varie famiglie nobiliari. Dopo un primo acquisto nel 1329 da parte degli Spinola della Repubblica di Genova, Carrara fu venduta alla famiglia Rossi, che all'epoca governava la città di Parma. I Rossi controllarono la città tra il 1330 e il 1335. Nel 1335 la Signoria di Carrara fu acquistata da Mastino della Scala tiranno di Verona, che la tenne fino al 1343, anno in cui fu occupata dalla truppe del Ducato di Milano facenti capo a Luchino Visconti.
Il dominio dei Visconti sulla Signoria di Carrara durò per quasi sessant'anni, dal 1343 al 1402. Durante la dominazione viscontea, per un certo periodo il duca Barnabò Visconti ebbe l'intenzione di destinare la Signoria di Carrara alla moglie Regina della Scala. Tuttavia il duca fu esautorato nel 1385 dal nipote Gian Galeazzo Visconti, che preferì accordarsi direttamente con la città di Carrara. Gian Galeazzo si impegnò a non cedere la signoria ad altri, alleggerì il carico fiscale e lasciò che il territorio potesse dotarsi di proprie imposte sull'estrazione dei marmi.
Nel 1396 Gian Galeazzo ordinò di tassare le famiglie più abbienti di Carrara per finanziare le opere minori che ancora restavano da completare nell'ambito della secolare costruzione del Duomo di Carrara. La costruzione della chiesa, comunque, non fu ultimata che diversi decenni dopo.

### XV secolo
Nel 1402 Gian Galeazzo morì e la signoria di Carrara passò nominalmente all'amministrazione figlio Gabriello Maria Visconti. Nel frattempo, però, Giovanni Colonna prese possesso del feudo a titolo di pegno per il pagamento di una grossa spesa militare (26.475 fiorini) a lui dovuta dai Visconti.
Ne nacque quindi una vivace disputa in cui si inserì anche Paolo Guinigi, Signore di Lucca, che alla fine pagò 15.000 fiorini a Giovanni Colonna - arbitro della contesa - e ottenne per sé la Signoria di Carrara con i borghi di Avenza e Moneta il 29 settembre 1404.
Con questo rientro nell'orbita di Lucca vennero confermate le antiche esenzioni fiscali di cui Carrara godeva in epoca comunale, e il territorio fu organizzato in una Vicarìa. Dal 17 ottobre 1404 Dino degli Avvocati fu il primo Vicario.
Nel 1407 la Signoria di Lucca fece eseguire dei lavori di demarcazione dei confini delle Signorie di Carrara, Massa e Montignoso, all'epoca tutte sotto il suo controllo.
Nel 1428 la città di Carrara venne conquistata ai lucchesi da Antonio Alberico Malaspina marchese di Fosdinovo. Iniziò così un decennio particolarmente burrascoso che vide questo territorio conteso tra Lucca, Genova, Firenze, Milano e dai loro alleati.
Nel 1430 Carrara fu riconquistata dalle forze alleate dei lucchesi. Già il 28 settembre dello stesso anno, però, la città fu ceduta ai Genovesi per 15.000 fiorini assieme ad Avenza, Pietrasanta e Motrone, così da pagare i pesanti debiti di guerra contratti da Lucca in quegli anni. I genovesi, tuttavia, non poterono occupare Carrara ed Avenza perché la regione, nel frattempo, era stata invasa dalle truppe milanesi di Niccolò Piccinino, generale di Filippo Maria Visconti.
Nel 1433 i Lucchesi tornarono brevemente ad occupare la signoria di Carrara, restaurandovi la Vicarìa, ma nel 1437 il territorio fu loro sottratto da Francesco Sforza, generale delle truppe di Firenze. Poco dopo Tommaso Campofregoso, signore di Sarzana, occupò i borghi di Avenza, Moneta e Castelpoggio con l'aiuto dei genovesi.
Solo con la pace del 1441 il territorio di Carrara fu definitivamente restituito ai Visconti.
Nel 1442 la signoria di Carrara fu amministrata da Gherardo Pietrasantina, un Vicario di Filippo Maria Visconti e, nel 1445 il milanese Francesco Piccinino fu comandante civile e militare di Carrara.
Con la morte di Filippo Maria Visconti nel 1447, la signoria di Carrara tornò ad essere disputata tra il marchese Malaspina di Fosdinovo e i Campofregoso di Sarzana, dello stesso ramo familiare dei nobili genovesi.
Il 15 giugno 1448 il doge di Genova Giano Fregoso pronunciò un arbitrato che aggiudicava la Signoria a suo cugino Spinetta II Fregoso, allora Capitano della Spezia. Il 6 gennaio 1467, nell'anno della morte di Spinetta, la Signoria di Carrara ottiene quindi temporaneamente il titolo di Contea dai Genovesi.
Nel frattempo Antonio Alberico I Malaspina di Fosdinovo iniziò a governare la Signoria di Massa dopo la convenzione dell'8 dicembre 1442.
Il 22 febbraio 1473 suo figlio Giacomo (Jacopo) Malaspina ottenne a titolo di permuta la Signoria (ora Contea) di Carrara da Antonietto Fregoso, figlio di Spinetta Fregoso: con la mediazione del Ducato di Milano, in una riunione tenutasi a Pavia, Giacomo Malaspina cedette ai Fregoso i propri domini di S.Nazzario presso Pavia e diede loro 5000 scudi d'oro in cambio del possesso del territorio di Carrara, che tornò ad avere il titolo di Signoria.
Con questo atto la Signoria di Carrara passò stabilmente sotto il controllo dei Malaspina e, da allora, Carrara unì le sue sorti con quelle della città di Massa (si veda il futuro Ducato di Massa e Carrara).
L'ultimo evento significativo che riguarda la sola Signoria di Carrara risale al 1483 a seguito della morte di Giacomo Malaspina e degli scontri tra i due figli Alberico e Francesco, che si contendevano l'eredità.
In quell'anno Francesco invase e occupò per breve tempo la Signoria di Carrara, che poi il 2 gennaio 1484 cedette di nuovo al fratello Alberico dopo un'imposizione degli arbitri nominati a dirimere la contesa.